# درویشان (هلمند)
درویشان (به لاتین: Darvishan) یک منطقهٔ مسکونی در افغانستان است که در ولایت هلمند واقع شده‌است.